# Oestlundia
Oestlundia – rodzaj roślin z rodziny storczykowatych (Orchidaceae). Obejmuje 4 gatunki występujące w Ameryce Południowej i Środkowej w takich krajach i regionach jak: Belize, Kolumbia, Kostaryka, Salwador, Gwatemala, Honduras, Meksyk, Nikaragua, Peru, Wenezuela.

## Systematyka
Rodzaj sklasyfikowany do podplemienia Laeliinae w plemieniu Epidendreae, podrodzina epidendronowe (Epidendroideae), rodzina storczykowate (Orchidaceae), rząd szparagowce (Asparagales) w obrębie roślin jednoliściennych.
Wykaz gatunków
- Oestlundia cyanocolumna (Ames, F.T.Hubb. & C.Schweinf.) W.E.Higgins
- Oestlundia distantiflora (A.Rich. & Galeotti) W.E.Higgins
- Oestlundia ligulata (La Llave & Lex.) Soto Arenas
- Oestlundia luteorosea (A.Rich. & Galeotti) W.E.Higgins